# Denis de Sainte-Marthe
Denis de Sainte-Marthe (París, 24 de mayo de 1650 - ib., 30 de marzo de 1725) fue un religioso benedictino, teólogo e historiador francés, superior general de la congregación de San Mauro.

## Vida
Último de los hijos de François de Sainte-Marthe, señor de Chant d'Oiseau, y de Marie Camus, provenía de una familia originaria de Poitou fecunda en eruditos y humanistas: sus tíos abuelos Scévole y Louis de Sainte-Marthe habían sido cronistas oficiales de Francia, y ambos, al igual que los hijos del primero Pierre, Abel y Nicolas-Charles, habían redactado las primeras ediciones de la Gallia christiana; la familia era conocida popularmente como los Samarthani o Sanmartanos.
Educado en el colegio de Pontlevoy bajo la tutela de los religiosos de la congregación de San Mauro y reputado como alumno ejemplar por su dedicación al estudio, ingresó como novicio en la abadía de Saint-Melaine de Rennes en 1668. A lo largo de los años siguientes ofició como profesor de filosofía y teología en las abadías de Saint Remi de Reims, Saint Germain des Prés y Saint Denis de París, al mismo tiempo que redactaba y publicaba algunas obras teológicas contra las tesis calvinistas y protestantes que por estas fechas se extendían por Francia y los Países Bajos.
En 1690 el capítulo general de la congregación le nombró prior de la abadía de Saint Julien de Tours. Aquí tuvo una participación destacada en la disputa que la orden mantuvo con el abad trapense Armand de Rancé; éste se mostraba bastante crítico con los métodos de estudio que los benedictinos mantenían en sus monasterios, y en defensa de ellos Saint-Marthe dio a la imprenta en 1692 una réplica que si bien mereció el aplauso de sus correligionarios, también provocó la indignación de los seguidores del abad, en especial de la duquesa de Alençon Élisabeth d'Orléans y del obispo de Meaux Jacques Bossuet. 
Al año siguiente Sainte-Marthe volvió a la carga con una nueva obra sobre el mismo tema que fue publicada sin el consentimiento de la congregación, lo que motivó que el capítulo le destituyera del priorato y le enviara a Saint Germaine des Prés, donde estuvo a cargo de la voluminosa biblioteca de la abadía. 
Fue durante su estancia en ella cuando compuso la vida de Casiodoro, canciller del rey Teodorico en el s. VI.
Un año después fue restituido en el priorato y enviado a Ruan encargado del gobierno de la abadía de Bonne Nouvelle, en la que pasó cinco años. También aquí encontró la polémica cuando los jesuitas calificaron la reedición de las obras de San Agustín que el maurista Thomas Blampin acababa de sacar, de mantener posturas cercanas al jansenismo; de este episodio proceden algunos opúsculos breves que Sainte-Marthe dejó escritos en defensa de su ortodoxia. 
Fue por esos tiempos que asistido por su antiguo maestro de teología Guillaume Bessin publicó la vida de San Gregorio Magno; con ocasión de su reedición tres años más tarde, solicitó al papa Clemente XI que le relevasen de la dignidad abacial para poder dedicarse a sus estudios con mayor libertad y menos distracciones, aunque su petición no fue aprobada. En 1699 fue trasladado con el mismo cargo a Saint Ouen donde pasó otros seis años. 
El reconocimiento de los méritos de sus trabajos literarios motivó que en el capítulo general celebrado en 1705 fuera trasladado a París con el fin de que pudiera dedicarse a sus estudios con más facilidades, desempeñando sucesivamente durante los trienios siguientes el cargo de prior de Blancs Manteaux, Saint Denis, Saint Germain des Prés y nuevamente Saint Denis, y desde 1708 el de asistente del superior general de la congregación. 
En 1710 recibió el encargo de elaborar la que sería su obra más conocida: a instancias del cardenal de Noailles, la Asamblea del clero de Francia le dotó con cuatro millones de libras para acometer la redacción de una nueva edición de la Gallia christiana, una enciclopedia de la historia eclesiástica de todas las diócesis de Francia que sus familiares habían publicado 55 años antes. Con un nuevo diseño, más extenso y mejor documentado, aprovechando las recopilaciones que dejara Claude Estiennot y ayudado por varios correligionarios, entre ellos Étienne du Laura, Claude Bohier, Edmond Martène, Ursin Durand, Barthelemi de la Croix, Felix Hodin, Jean Thiroux o Benoît de Clou, en 1715 sacó el primer volumen, que comprendía las diócesis de Albi, Aix, Arlés, Aviñón y Auch; en 1720 terminó el segundo sobre las de Bourges y Burdeos, coincidiendo con su nombramiento como presidente de la Asamblea del clero y superior general de la congregación de San Mauro; cinco años después dio a la imprenta el tercero, que trataba de las sedes de Cambrai, Colonia y Embrun. Fallecido ese mismo año, la obra fue continuada por sus compañeros de congregación.

## Obras
1. ↑  Traité de la confession contre les erreurs des Calvinistes (Lyon, 1685).
2. ↑  Response aux plaintes des Protestans, touchant la prétendue persecution de France (París, 1688).
3. ↑  Entretiens touchant l'entreprise du prince d'Orange sur l'Angleterre (París, 1689).
4. ↑  Lettres à M. l'abbe de la Trappe, où l'on examine sa réponse au Traité des études monastiques (Amsterdam , 1692).
5. ↑  Recueil de quelques pièces qui concernent les quatre lettres écrites à M. l'abbe de la Trappe (Colonia, 1693).
6. ↑  La vie de Cassiodore, chancelier et premier ministre de Theodoric le Grand (París, 1694).
7. ↑  Réflexions sur la lettre d'un abbé d'Allemagne aux Révérends Peres Bénédictins de la Congrégation de S. Maur, sur leur dernier tome de ledition de S. Augustin (1699).
8. ↑  Lettre à un docteur de Sorbonne touchant le mémoire adressé à MM. les prélats de France contre les Bénédictins (1699).
9. ↑  Histoire de Saint Grégoire le Grand, pape et docteur de l'Eglise (Ruan, 1697), reeditada en 1700.
10. ↑  Gallia christiana, in provincias ecclesiasticas distributa: vol. I, vol. II y vol. III (París, 1715-1725).